# Dział (Laskówka)
Dział – część wsi Laskówka w Polsce, położona w województwie podkarpackim, w powiecie rzeszowskim, w gminie Dynów.
W latach 1975–1998 Dział administracyjnie należał do województwa przemyskiego